# Focke-Wulf Fw 44
Focke-Wulf Fw 44 Stieglitz var ett tvåsitsigt, dubbelvingat skol- och sportflygplan som kom att bli känt under namnet Stieglitz (Steglits). Flygplanet tillverkades av Focke-Wulf. Den första prototypen flög år 1932. Efter flera testflygningar och modifikationer, under ledning av Kurt Tank, för att förbättra flygplanets tålighet och aerodynamik kom Fw 44 att uppnå utmärkta flygegenskaper, något som visade sig tydligt i händerna på bland annat Emil Kropf och Ernst Udet. Luftwaffe använde planet som skolflygplan under hela andra världskriget. Det kom flera beställningar på planet från utlandet och det tillverkades även på licens i flera länder (bland annat i Sverige).

## Varianter
- Fw 44B/E, utrustad med en Argus As 8 fyrcylindrig motor på 101 kW (135 hk). Detta gjorde flygkroppen smalare och gav flygplanet en mera aerodynamisk form.
- Fw 44C, mindre ändringar vad gäller utrustningen.
- Fw 44D, mindre ändringar vad gäller utrustningen.
- Fw 44F, mindre ändringar vad gäller utrustningen.
- Fw 44J, slutgiltig produktionsmodell.

## Användning i Finland
Det finländska flygvapnet införskaffade 40 stycken Fw 44 år 1940 och ytterligare fem år 1944. Flygplanet bar smeknamet Stigu i finländsk tjänst och användes som grundskoleflygplan mellan 1940 och 1960. Flygplanet förekom även i civilt bruk.

### Museiplan i Finland
Ett exemplar finns utställt vid Mellersta Finlands flygmuseum.

## Användning i Sverige
Sk 12 var ett svenskt skolflygplan baserat på Focke Wulf Fw 44J Stieglitz som utvecklades av Kurt Tank på önskemål av Ernst Udet, Emil Kropf och Gerd Achgelis som önskade ett lätt konstflygningsflygplan. Flygplanet blev Flygvapnets sista dubbeldäckare.
Focke Wulf Fw 44 prototypen flög första gången sommaren 1932 hos Focke Wulf Flugzeugbau Gmbh i Bremen. 1936 fattade riksdagen beslutet om en kraftig utbyggnad av Flygvapnet. För att klara utbyggnaden behövdes flera piloter. Eftersom flygskolans materiel vid F 5 Ljungbyhed behövde ersättas bjöd man 1935 in Focke Wulf för en demonstration. Efter att man utvärderat de besökande flygplanen beställde man i februari 1936 två Fw 44J för ytterligare prov. Flygplanen tilldelades flygvapenbeteckningen P 2 (prov). Efter proven beslöts att flygplanstypen skulle anskaffas för den grundläggande flygutbildningen vid flygskolan som ersättare för Sk 9 och Sk 10. Ett licensavtal mellan Flygförvaltningen och Focke Wulf tecknades 29 september 1936 om tillverkning av flygplanstypen i Sverige.
Flygplanet var konstruerat som ett tvåsitsigt dubbeldäckat konstflygplan. Flygplanskroppen tillverkades i en fackverkskonstruktion av svetsade stålrör med längsgående longeronger av trä som sedan kläddes med duk. Vingarna var uppbyggda runt en träbalk med spryglar som dukkläddes. Stommen till fenan, höjd-, skev- och sidroder tillverkades av stål och duralumin som sedan kläddes med duk, medan stabilisatorn var uppbyggd av trä. Flygplanets bakre sits var den ordinarie förarplatsen men den främre sitsen var utrustad med dubbelkommando. Landstället var fast med två hjul som kunde bromsas med en hydraulisk broms. Flygplanet var försett med en 7-cylindrig 4-takts luftkyld stjärnmotor som tillverkades av BMW Flugmotorwerke Brandenburg Gmbh i Berlin. Motorn var försedd med en startvev men startades som regel genom ett "ryck i den tvåbladiga propellern". 

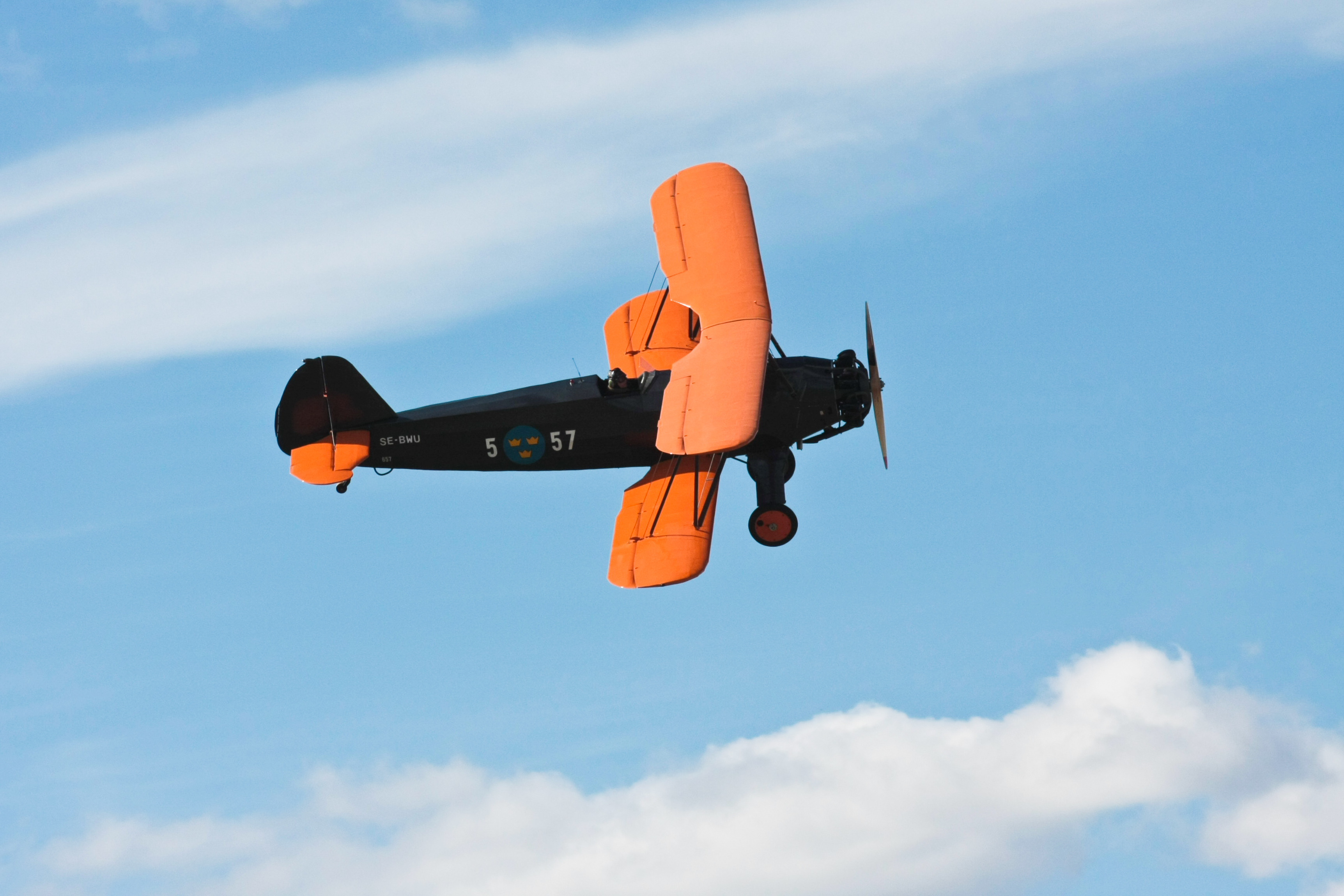
Focke-Wulf Fw 44 Stieglitz, Svenska flygvapnet

Under hösten 1936 beställde flygförvaltningen en provserie på fjorton originalexemplar från Tyskland för leverans våren 1937. Samtidigt togs kontakt med ASJA om en eventuell legotillverkning. Villkoren för beställningen var att leveransen skulle ske lika snabbt som om planen beställts direkt i Tyskland. Efter att ASJA granskat konstruktionen och bedömt att de kunde klara kravet fick de en beställning på 20 flygplan i juni 1937. Trots att en stor del av flyginstrumenten blev över en månad försenade från ASJA:s underleverantör klarade man flygförvaltningens leveransvillkor. 1940 beställdes ytterligare 12 flygplan hos Focke Wulf, men dessa byggdes av Flugzeugwerke CKD i Prag på grund av andra världskriget. Mellan 1939 och 1943 tillverkade CVV 37 flygplan.
Flygplanet levererades i första hand till F 5 men även Reservflygskolorna I och II använde flygplanet till grundläggande skolflygning. Under 1944 överfördes 15 flygplan från Ljungbyhed till F 20 Uppsala för att användas vid flygkadettskolan fram till 1947. Vid F 5 avvecklades typen 1944-1945 i samband med att Bücker Bü 181 Sk 25 tillfördes skolan och de överflödiga Sk 12 fördelades på flygvapnets samtliga flottiljer. Flygplanet kom att användas för allmän flygträning, samband, väderspaning och segelflygbogsering. 
När Flygvapnet avvecklade sin Stieglitzflotta, såldes 25 plan till svenska flygklubbar. Det skedde i huvudsak under 1953. I flygklubbarna användes planen främst för bogsering av segelflygplan. Året efter överlämnades 15 flygplan till intresserade flygklubbar. Vid Ljungbyhed användes de två sista exemplaren för bogsering av segelflygplan 1967. År 1968 hade det sista av dessa 25 plan försvunnit från civilregistret. En tredjedel hade totalhavererat i Sverige, en tredjedel sålts till Tyskland där efterfrågan var stor, och en tredjedel donerats till museer (exempelvis Svedinos Bil- och Flygmuseum och Arlandasamlingarna) eller blivit långsiktiga renoveringsobjekt. Flertalet har senare sålts vidare till Tyskland. År 2007 finns två av dessa 25 plan åter i luftvärdigt skick i Sverige, SE-BWM och SE-BWU. Det ena är restaurerat i Sverige och det andra återköpt från Tyskland. Dessutom flyger SE-EGT, ett exemplar som Flygvapnet inte sålde ut förrän på 1960-talet.
Totalt tillverkades 57 Sk 12 i Sverige och 18 levererades från Focke Wulf (varav två var provflygplanen P 2).

## Användare

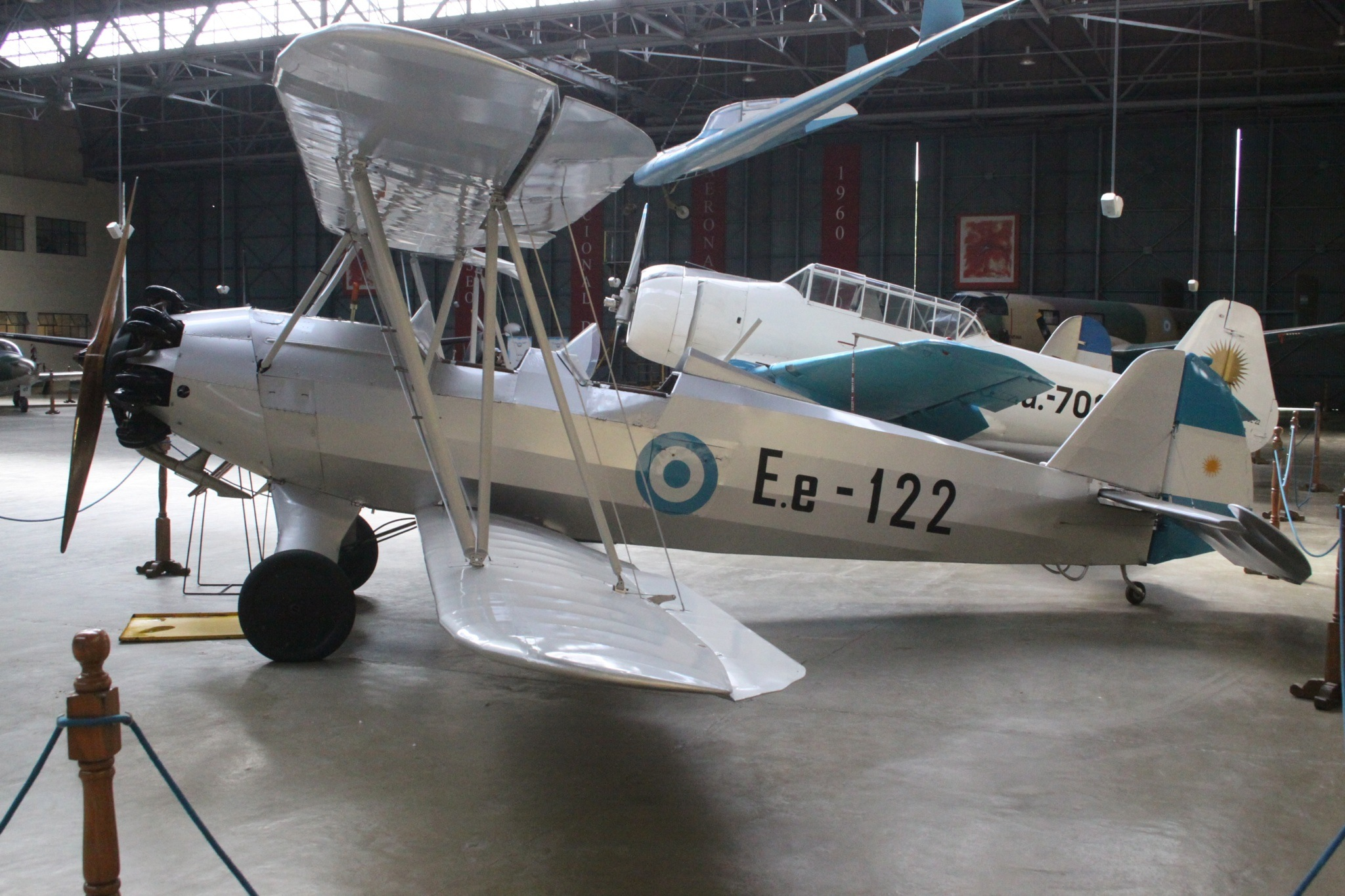
Focke-Wulf Fw 44J, Argentina

| - Argentina - Bolivia - Brasilien - Bulgarien - Chile - Colombia - Finland - Kina | - Rumänien - Slovakien - Sverige - Tjeckoslovakien - Tyskland - Ungern - Österrike |